# Bromite

Strukturformel des Bromitanions

Bromite sind die Salze der Bromigen Säure (HBrO2). Sie enthalten das Bromitanion BrO2−.
Bromite entstehen durch Oxidation von Hypobromit mit Hypochlorit in alkalischen Lösungen:
BrO− + ClO− → BrO2− + Cl−.
Lithiumbromit lässt sich durch Komproportionierung von Lithiumbromid und Lithiumbromat gewinnen:
LiBr + 2 LiBrO3 → 3 LiBrO2.
Bromite sind sowohl als Kristalle als auch in wässriger Lösung gelb bis orange. In saurer Lösung zersetzen sie sich in Brom und Bromate:
5 NaBrO2 + 2 HCl → 3 NaBrO3 + 2 NaCl + H2O + Br2.
Daher ist die Bromige Säure HBrO2 instabil, sie zerfällt, wenn man sie aus ihren Salzen verdrängen will.
Natriumbromit wurde als Gerbmittel (Oxidation von Stärke) in der Textilindustrie eingesetzt.